# Melina (Republika Serbska)
Melina (cyr. Мелина) – wieś w Bośni i Hercegowinie, w Republice Serbskiej, w mieście Banja Luka. W 2013 roku liczyła 739 mieszkańców.